# Argument z mowy ciała

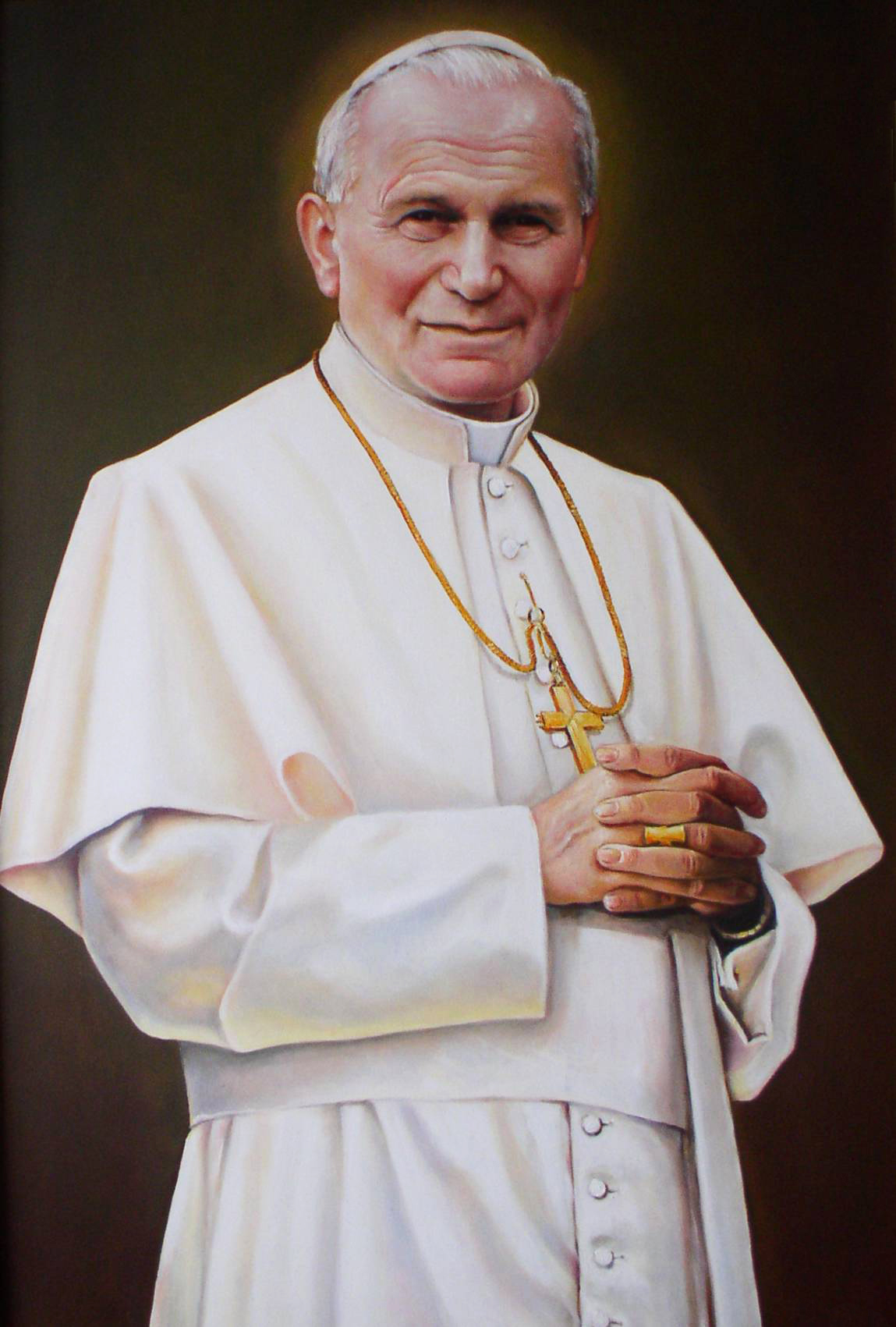
Argument pojawił się po raz pierwszy w tekście autorstwa Jana Pawła II

Argument z mowy ciała – jeden z argumentów przeciwko antykoncepcji w nauczaniu Kościoła katolickiego.
Jest to argument przeprowadzony przez papieża Jana Pawła II w adhortacji Familiaris consortio z roku 1980.

## Postać argumentu
Argument ten, podobnie jak przedstawiony szerzej przez papieża Pawła VI argument z prawa naturalnego, odwołuje się do połączenia dwóch funkcji aktu małżeńskiego: jednoczącej i rodzicielskiej. Opiera się też na poglądzie o jedności ciała i duszy w człowieku, dowartościowując cielesność. Nowym pomysłem jest potraktowanie zachowań seksualnych jako pewnego rodzaju języka, którego nośnik materialny miałaby stanowić mowa ciała. Mowa ta wyrażać może zarówno prawdę, jak i fałsz. Jeśli wyraża akceptację płodności kobiety wraz z występującymi w jej życiu naturalnie okresami płodnymi i niepłodnymi wynikającymi z cyklu miesiączkowego, jeśli obejmuje wzajemną akceptację małżonków w miłości i seksualności, wyraża prawdę, wtedy też mówiące ciało stanowi wyraz ludzkiej natury, człowieka zdolnego do miłości i rozrodu. Akceptacja okresów płodnych i niepłodnych kobiety może jednak zgodnie z tym rozumowaniem wyrażać się co najwyżej w naturalnym planowaniu rodziny. Wymienia się różne powody usprawiedliwiające powstrzymanie się od zachowań seksualnych. Może to być choroba kobiety, post czy odpowiedzialne rodzicielstwo. Jeśli więc z uwagi na te motywy małżonek powstrzyma się od aktu małżeńskiego, będzie to stanowić aprobatę naturalnej płodności jego żony.
Zupełnie inaczej wedle tego poglądu przedstawia się sprawa w przypadku używania sztucznych metod antykoncepcji. Stosowanie takich metod ma oznaczać brak poszanowania dla naturalnej seksualności kobiety, nieuznawanie jej natury. Wtedy mowa ciała przekazuje fałsz, który rozdziela funkcję prokreacyjną i jednoczącą aktu. Pozbawia go też składnika duchowego. Skutkuje to redukcją aktu do sposobów zaspokojenia czysto fizycznego popędu, do zaspokojenia przyjemności z wypaczeniem jego sensu.

## Krytyka
Krytycy zarzucają argumentowi z mowy ciała fizykalizm, podobnie jak w przypadku argumentu z prawa naturalnego, ale w zmodyfikowanej wersji. W obu przypadkach ocena moralna dotyczy samego aktu seksualnego, a sposobem tej oceny jest porównanie go z wzorcem, to znaczy z aktem małżeńskim o połączonych obu funkcjach. Relacja zgodności ustalana jest przez zewnętrzny autorytet, w tym wypadku Kościół katolicki, nie ma znaczenia motyw działania przyświecający podmiotowi ani skutki aktu. Fizykalizm ma wedle przeciwników omawianego argumentu podważać jedność cielesno-duchową człowieka, istotną w nauczaniu Kościoła. Ma również sprzyjać dyskryminacji cielesności i seksualności ludzkiej, a zwłaszcza kobiecej.
Drugi zarzut pod adresem omawianego argumentu podnosi, że omawia on jedynie mowę ciała kobiety, którą odczytuje mężczyzna; mowę tego ostatniego, niezmienną w przeciwieństwie do mowy kobiety, pomija. Krytycy zauważają w tej asymetrii ślad nieufności w stosunku do płodności kobiety.